# Ньютон (округ, Міссісіпі)
Шаблон:StateAbbr_ 32°25′ пн. ш. 89°07′ зх. д. / 32.41° пн. ш. 89.12° зх. д.
Округ Ньютон (англ. Newton County) — округ у штаті Міссісіпі, США. Ідентифікатор округу 28101.

## Історія
Округ утворений 1836 року.

## Демографія
За даними перепису
2000 року
загальне населення округу становило 21838 осіб, зокрема міського населення було 3250, а сільського — 18588.
Серед мешканців округу чоловіків було 10489, а жінок — 11349. В окрузі було 8221 домогосподарство, 6004 родин, які мешкали в 9259 будинках.
Середній розмір родини становив 3,04.
Віковий розподіл населення поданий у таблиці:
| Стать    | До 15 років | 15-21 | 22-29 | 30-39 | 40-49 | 50-65 | 65-85 | Понад 85 |
| -------- | ----------- | ----- | ----- | ----- | ----- | ----- | ----- | -------- |
| Чоловіки | 2440        | 1323  | 1058  | 1372  | 1381  | 1597  | 1205  | 113      |
| Жінки    | 2319        | 1266  | 1160  | 1410  | 1516  | 1736  | 1621  | 321      |

## Суміжні округи
- Нешода — північ
- Лодердейл — схід
- Джеспер — південь
- Скотт — захід

## Виноски
1. ↑  U.S. Decennial Census. United States Census Bureau. Процитовано 6 листопада 2014.
2. ↑  Historical Census Browser. University of Virginia Library. Архів оригіналу за 11 серпня 2012. Процитовано 6 листопада 2014.
3. ↑  Population of Counties by Decennial Census: 1900 to 1990. United States Census Bureau. Процитовано 6 листопада 2014.
4. ↑  Census 2000 PHC-T-4. Ranking Tables for Counties: 1990 and 2000 (PDF). United States Census Bureau. Процитовано 6 листопада 2014.
5. ↑  State & County QuickFacts. Бюро перепису населення США. Архів оригіналу за 9 березня 2013. Процитовано 4 вересня 2013.(англ.) Наведено за англійською вікіпедією.
6. ↑  American FactFinder. Бюро перепису населення США. Архів оригіналу за 26 лютого 2012. Процитовано 31 січня 2008.

| США | Це незавершена стаття з географії США. Ви можете допомогти проєкту, виправивши або дописавши її. |